# Филатов, Иван Андреевич
Филатов Иван Андреевич (1921—1993) — лётчик-штурмовик, командир звена 735-го штурмового авиационного полка 266-й штурмовой авиационной дивизии 1-го штурмового авиационного корпуса 5-й воздушной армии 2-го Украинского фронта, участник Великой Отечественной войны, Герой Советского Союза (1944), капитан Советской Армии.

## Биография
Иван Андреевич Филатов родился 12 февраля 1921 года в деревне Занинка ныне Алексинского района Тульской области в семье крестьянина. Русский. Окончил 7 классов и аэроклуб. Работал авиатехником в аэроклубе Свердловского района Москвы. В 1940 году поступил лётное училище. Член ВКП(б) с 1942 года.
Окончил Чкаловскую военную авиационную школу пилотов в 1943 году.

### Во время войны
На фронтах Великой Отечественной войны с июля 1943 года: младший лейтенант, лётчик 735-го штурмового авиационного полка 266-й штурмовой авиационной дивизии 1-го штурмового авиационного корпуса, затем лейтенант, командир звена 765-го штурмового авиационного полка 266-й штурмовой авиационной дивизии 1-го штурмового авиационного корпуса. Прошёл все должности от младшего лётчика до командира эскадрильи 140-го гвардейского штурмового авиационного полка.

На грозном штурмовике Ил-2, прозванном фашистами «чёрной смертью», и летал Филатов. Неотвратимо направлял он самолёт на врага, уничтожал и приводил в смятение его пехоту, сжигал танки, разбивал артиллерийские орудия, сметал с фронтовых дорог колонны войск, превращал в горящие костры технику противника. Только за первые полгода участия в боях он произвел 99 успешных боевых вылетов на штурмовку и разведку врага, лично уничтожил 40 танков, четыре зенитных артиллерийских батареи, 74 автомашины с войсками и грузами, 27 повозок с различным военным имуществом, 560 немецких солдат и офицеров. Если сложить все вместе, то это равноценно разгромленным танковому и пехотному полкам и артиллерийскому зенитному дивизиону. И было тогда лётчику всего 22 года.
— Из книги: Герои огненных лет / под редакцией А. М. Синицына,
книга 6-я, М., Московский рабочий, 1983.
К январю 1944 года совершил 93 боевых вылета на разведку и штурмовку скоплений боевой техники и живой силы противника. В воздушных боях сбил 2 вражеских самолёта. Удостоен звания Герой Советского Союза за успешное выполнение боевых заданий по разведке и уничтожению живой силы и боевой техники противника. Звание Героя Советского Союза присвоено 1 июля 1944 года (медаль «Золотая Звезда» № 3926).
Участвовал в битвах и операциях:
- Белгородско-Харьковская операция (Румянцев) с 3 августа 1943 года по 23 августа 1943 года;
- Кировоградская операция с 5 января 1944 года по 16 января 1944 года;
- Корсунь-Шевченковская операция с 24 января 1944 года по 17 февраля 1944 года;
- Уманско-Ботошанская операция — с 5 марта 1944 года по 17 апреля 1944 года;
- Львовско-Сандомирская операция — с 13 июля 1944 года по 29 августа 1944 года;
- Карпатско-Дуклинская операция — с 8 сентября 1944 года по 28 октября 1944 года;
- Сандомирско-Силезская операция — с 12 января 1945 года по 3 февраля 1945 года;
- Нижне-Силезская операция — с 8 февраля 1945 года по 24 февраля 1945 года;
- Верхне-Силезская операция — с 15 марта 1945 года по 31 марта 1945 года;
- Берлинская операция — с 16 апреля 1945 года по 8 мая 1945 года;
- Пражская операция — с 6 мая 1945 года по 11 мая 1945 года.

### После войны
После окончания войны проходил службу в ВВС. В 1945 окончил Полтавскую высшую офицерскую школу штурманов ВВС. В 1955 году окончил Центральные лётно-тактические курсы усовершенствования командиров эскадрилий. С 1960 года подполковник Филатов — в запасе. Жил в Москве. Умер 4 июля 1993 года. Похоронен в деревне Занинка Алексинского района Тульской области.

## Награды
- Медаль «Золотая Звезда»[1];
- орден Ленина[1];
- орден Красного Знамени[2];
- орден Красного Знамени (26.10.1943)[2];
- орден Красного Знамени (06.03.1944)[3];
- орден Александра Невского (25.04.1945)[4];
- орден Отечественной войны 1 степени (06.09.1943)[5];
- орден Отечественной войны 1 степени;
- орден Красной Звезды;
- медаль «За отвагу»;
- медаль «За боевые заслуги»;
- другие медали.

## Память
Имя Героя увековечено на обелиске в городе Алексин Тульской области.